# All Saints, North Street

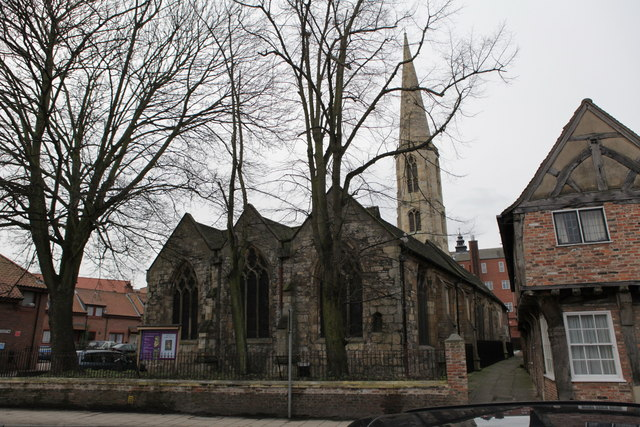
All Saints, North Street, Ansicht von Osten

Lage von All Saints, North Street

Die mittelalterliche Kirche All Saints in der North Street in York wird abgekürzt und zur Unterscheidung von der Kirche All Saints, Pavement gemeinhin als All Saints, North Street bezeichnet. Früher wurde die Kirche auch All Hallows in North Street genannt.

## Lage
Die Kirche ist innerhalb der Grenzen der mittelalterlichen Innenstadt von York in der North Street, die westlich parallel zum Fluss Ouse verläuft, gelegen und grenzt an eine Reihe von Fachwerkhäusern aus dem 15. Jahrhundert an. Der Grund auf dem sich die Kirche befindet, soll von dem normannischen Tenant-in-chief Ralph de Paganel gestiftet worden sein, dessen Name auch in dem Ortsnamen Hooton Pagnell in Yorkshire weiterlebt.

## Baugeschichte
Die Kirche wird erstmals in einer Urkunde von 1166–79 als Besitz der Holy Trinity Priory erwähnt, war aber wohl schon einige Zeit zuvor erbaut worden. Archäologische Untersuchungen zeigen, dass beim Bau eine römische Säule wiederverwendet wurde, die damit den ältesten Teil des Kirchengebäudes bildet und sich an der Nordwand des Chorraumes befindet. Nahe der Westfassade wurden weitere römische Säulenfundamente gefunden, die möglicherweise zu einem römischen Tempelbau an dieser Stelle gehörten.
Dem zunächst einfachen Kirchenraum wurde Ende des 12. Jahrhunderts ein Seitenschiff an der Südflanke angefügt, bevor die Kirche dann im 13. Jahrhundert zur Kreuzform erweitert wurde. An den Chor wurden im 14. Jahrhundert Kapellen angebaut und bis zur Mitte des 15. Jahrhunderts folgten weitere Erweiterungen mit einem Seitenschiff an der Westseite und einem schlanken Turm mit 36 m hohem Spitzhelm, der sich mittig über der Westfassade erhebt. Aus dieser Zeit stammt auch das Hammerbalken-Gewölbe, das Chorraum und Kapellen überspannt.
Das Gebäude wurde 1866–76, 1884 und 1907–08 grundlegend restauriert und umgebaut, unter anderem wurden 1906 Chorschranken nach einem Entwurf von Ridsdale Tate eingefügt. Am westlichen Ende schließt sich eine moderne Eremitage an, die  Anfang des 20. Jahrhunderts, ebenfalls nach einem Entwurf von Ridsdale Tate, an der Stelle errichtet wurde, wo sich schon im frühen 15. Jahrhundert das Haus eines Eremiten befunden hatte. Die Eremitage ist ein frühes Beispiel für die Verwendung von Schalbeton und wurde tatsächlich auch von einem Eremiten bewohnt. 1975 fand eine umstrittene Renovation des Innenraums statt, bei der zahlreiche Einbauten entfernt wurden, um der Kirche ein authentischer mittelalterliches Aussehen zu verleihen.

## Architektur
All Saints, North Street ist heute eine mit Werksteinen aus Magnesian Limestone (Dolomit aus Nordost-England) verkleidete siebenjochige dreischiffige Kirche, wobei das Mittelschiff zwar breiter als die Seitenschiffe ist, jedoch dieselbe Höhe hat. Der Turm, der sich an der Westfront über dem Mittelschiff erhebt, ist achteckig mit spitzem Turmhelm. Der Chorraum ist architektonisch nicht vom Mittelschiff abgesetzt.

## Ausstattung
Den Innenraum verziert eine Hammerbalkendecke aus dem 15. Jahrhundert, wie sie für englische mittelalterliche Kirchenbauten typisch ist. Die halbkreisförmigen Balken des Deckengewölbes liegen auf Konsolen in Form geschnitzter Engelfiguren auf, die Embleme und Musikinstrumente tragen. Wegen ihrer anglo-katholischen Vergangenheit enthält die Kirche viele Votivbilder. Bis zu einer grundlegenden Restaurierung im Jahr 1975 wurden verschiedene weitere Einbauten vorgenommen, die den Innenraum der Kirche prägten und ihr nach Meinung von Zeitgenossen der umstrittenen Restaurierung ein besonders "mittelalterliches" Aussehen verliehen haben sollen. Diese Einbauten sind jedoch im Zuge der Restaurierungen entfernt worden, so dass der Innenraum heute hauptsächlich durch Kanzel und Balkendecke geprägt wird. Die sechseckige Kanzel von 1675 besteht aus Eichenholz, ebenso wie ein erhaltenes Chorgestühl von 1472. Die Chorschranken wurden 1906 eingefügt.

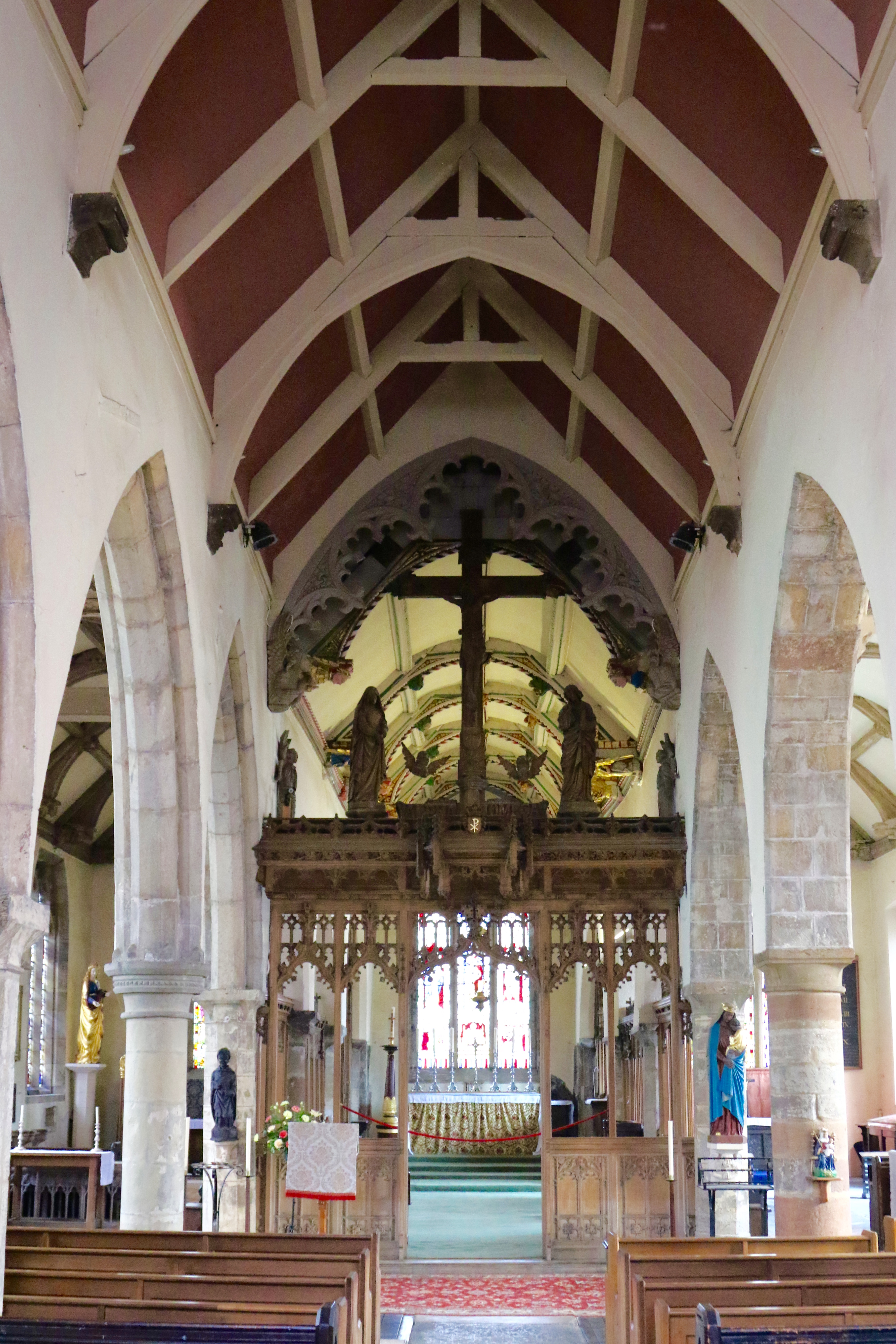
Blick durch Langhaus und Chor
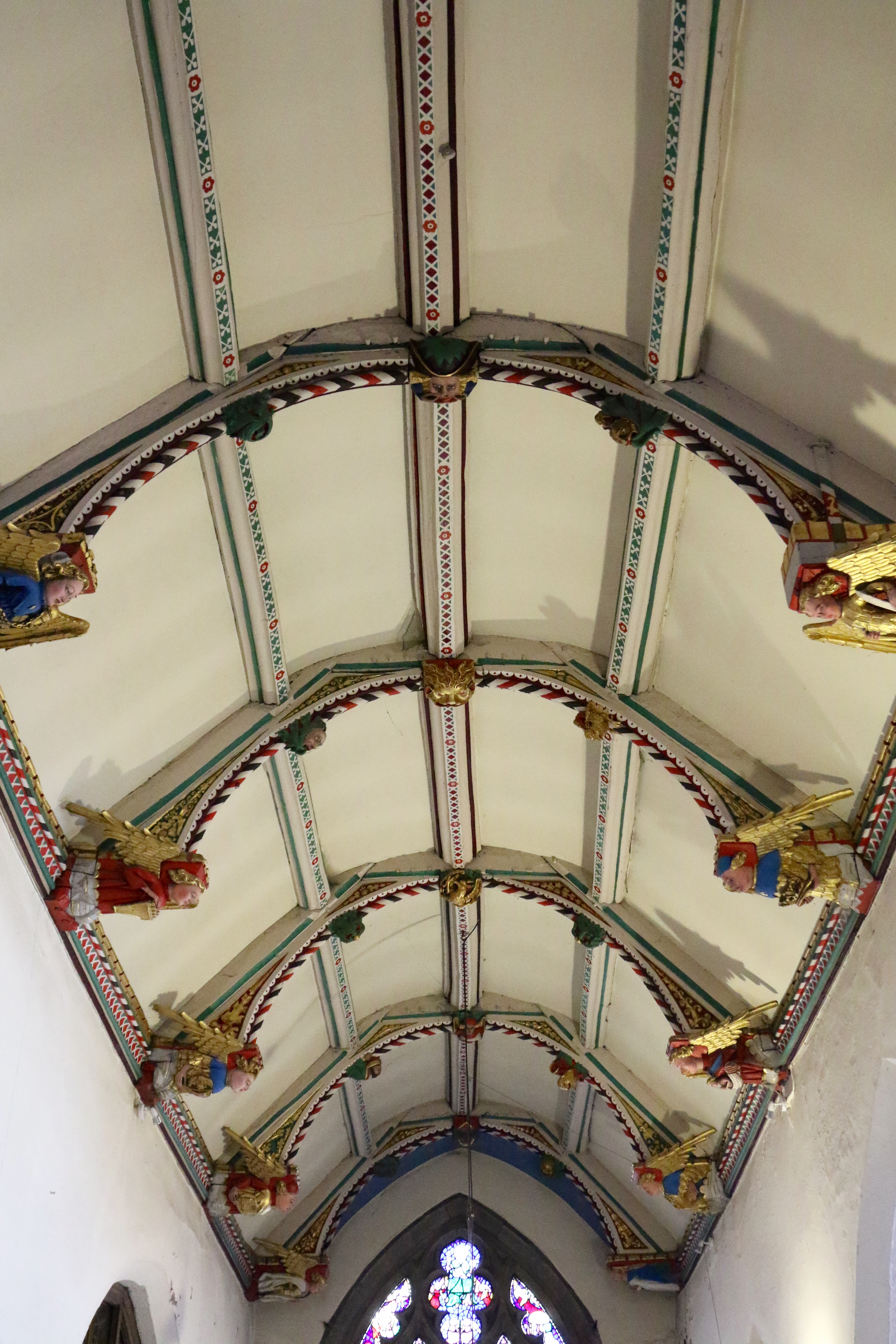
Balkendecke des Chors
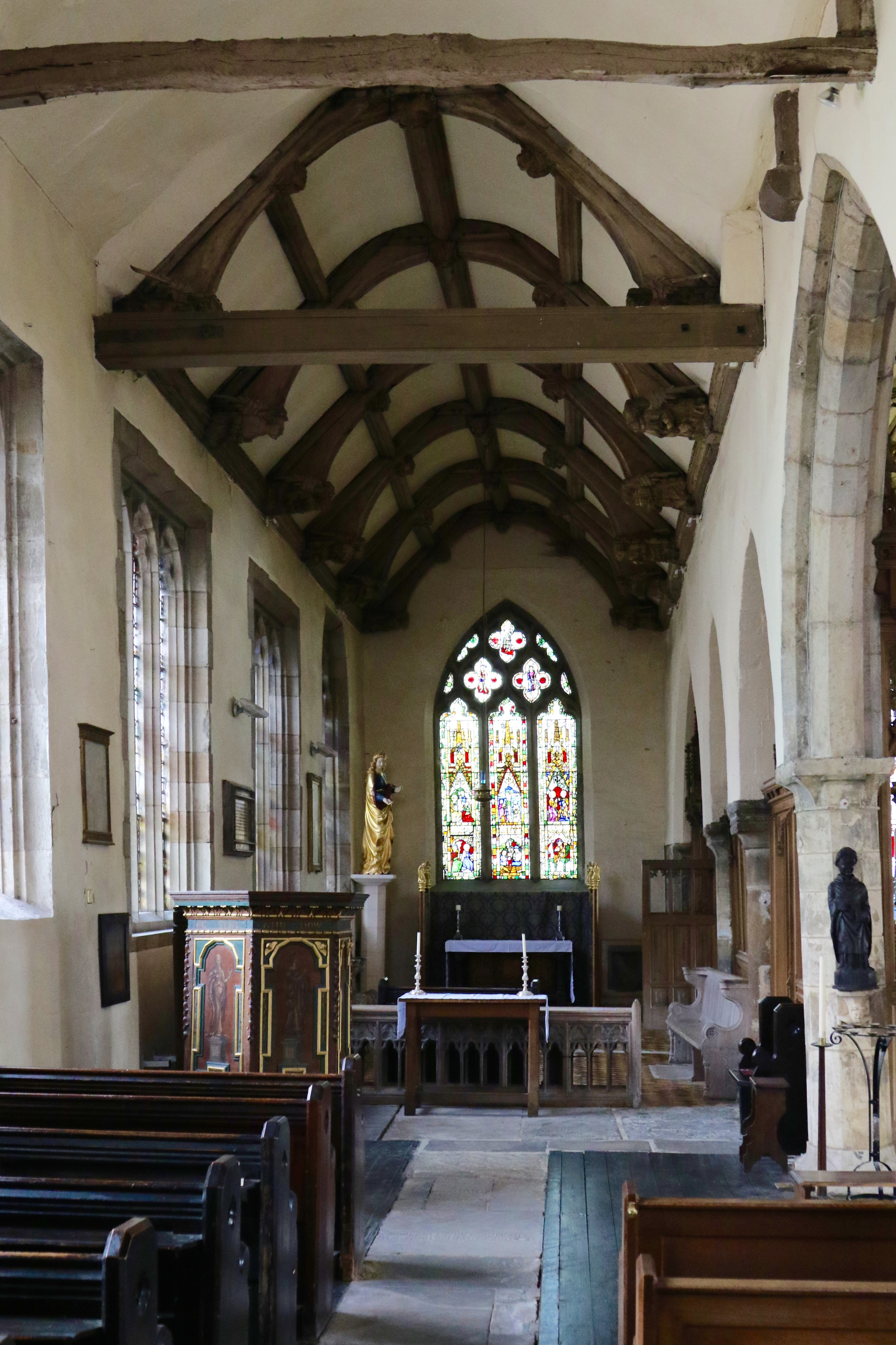
Blick in das nördliche Querhaus
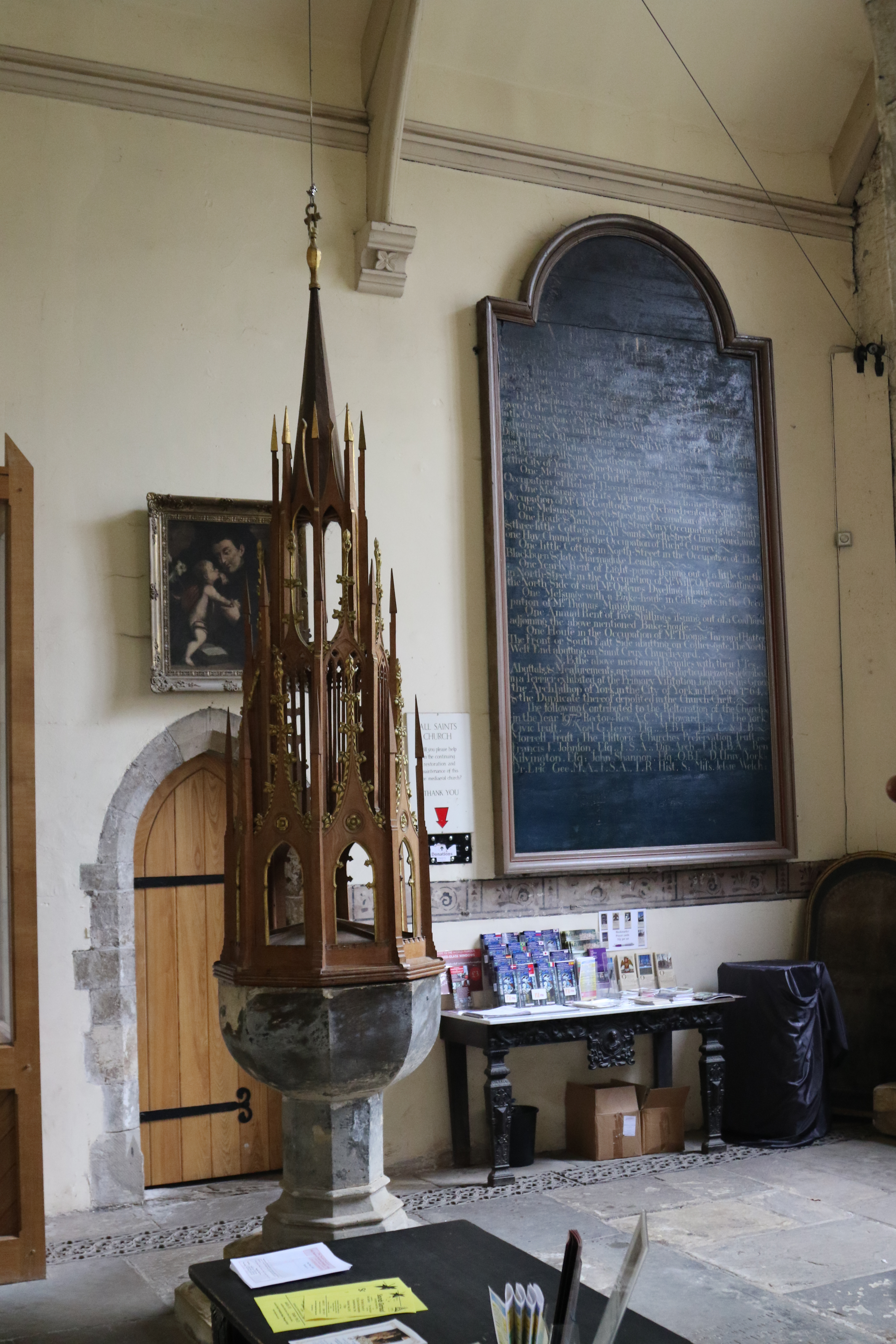
Taufe
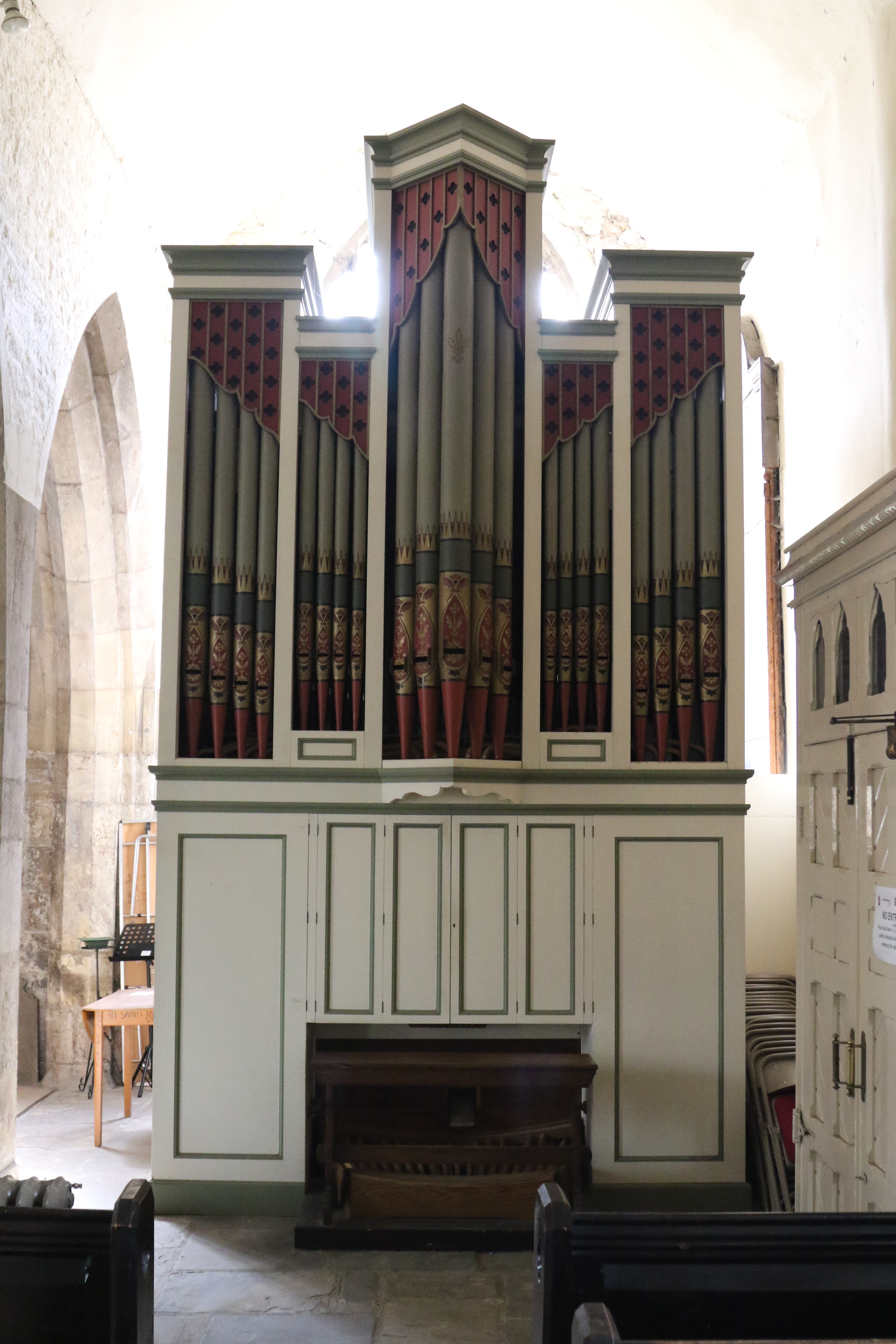
Orgel

## Mittelalterliche Glasfenster
Bemerkenswert sind die Fenster mit mittelalterlichen Glasmalereien, darunter die Fenster im nördlichen Querschiff mit Darstellungen der sechs "Werke der Barmherzigkeit" (nach Matt. 25,31ff) und des "Stich des Gewissens" (Pricke of Conscience). Letzteres zeigt die 15 Anzeichen für das Ende der Welt angelehnt an ein Gedicht von Richard Rolle, einem Mystiker aus Yorkshire. Möglicherweise ist das Gewissensfenster das Werk von John Thornton, der auch das große Ostfenster des York Minster geschaffen hat. An der Ostwand des nördlichen Querhauses findet sich ein weiteres Glasfenster aus dem 14. Jahrhundert, das eine Geburtsszene (Nativitas) zeigt. Im Ostfenster des Hauptschiffes sind zwei Stifter abgebildet, beide mit Namen Nicholas Blackburn, mit ihren Ehefrauen, die unter einer Darstellung der Heiligen Anna, die Maria das Lesen lehrt, knien, flankiert von St. Christophorus und Johannes dem Täufer.

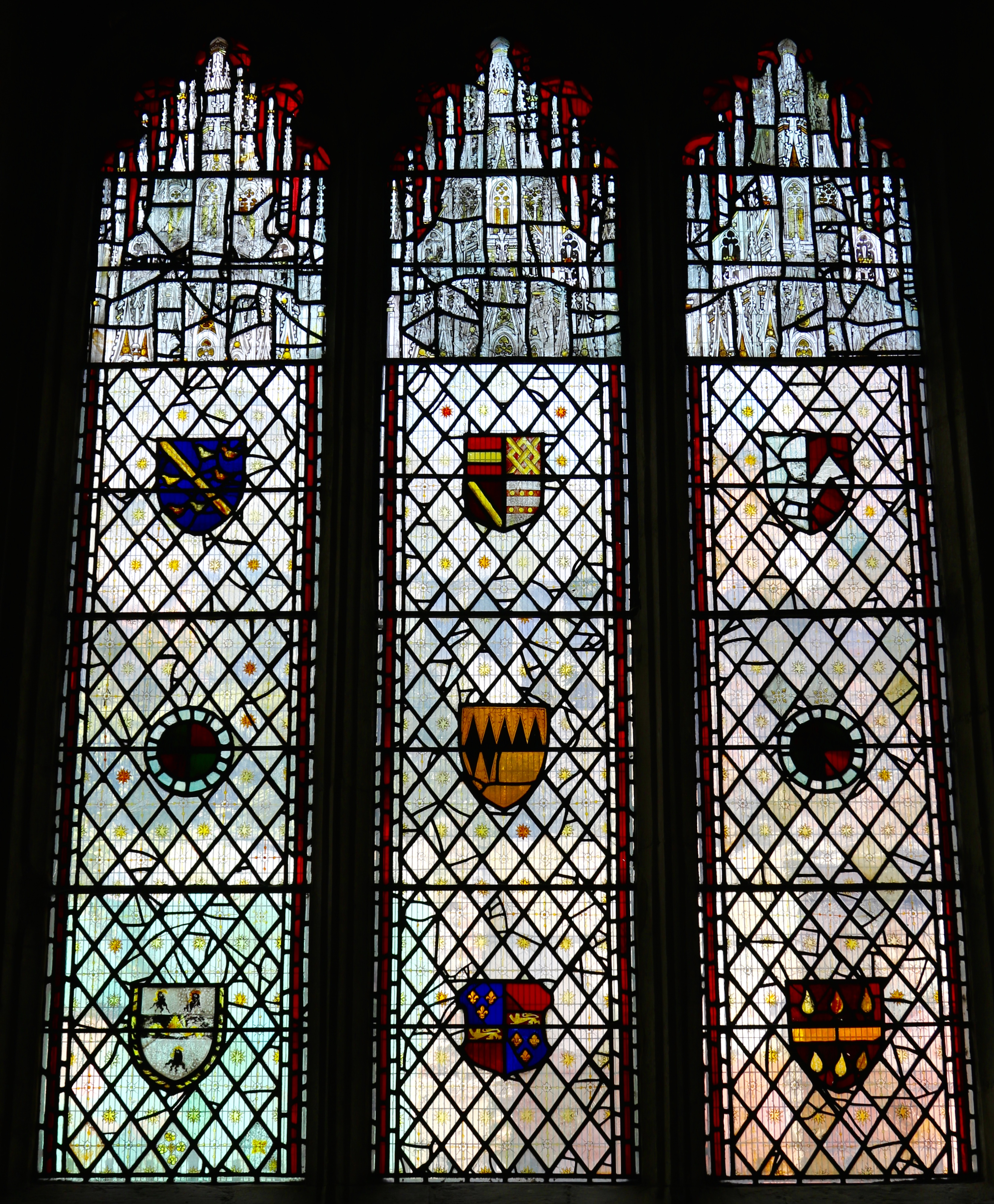
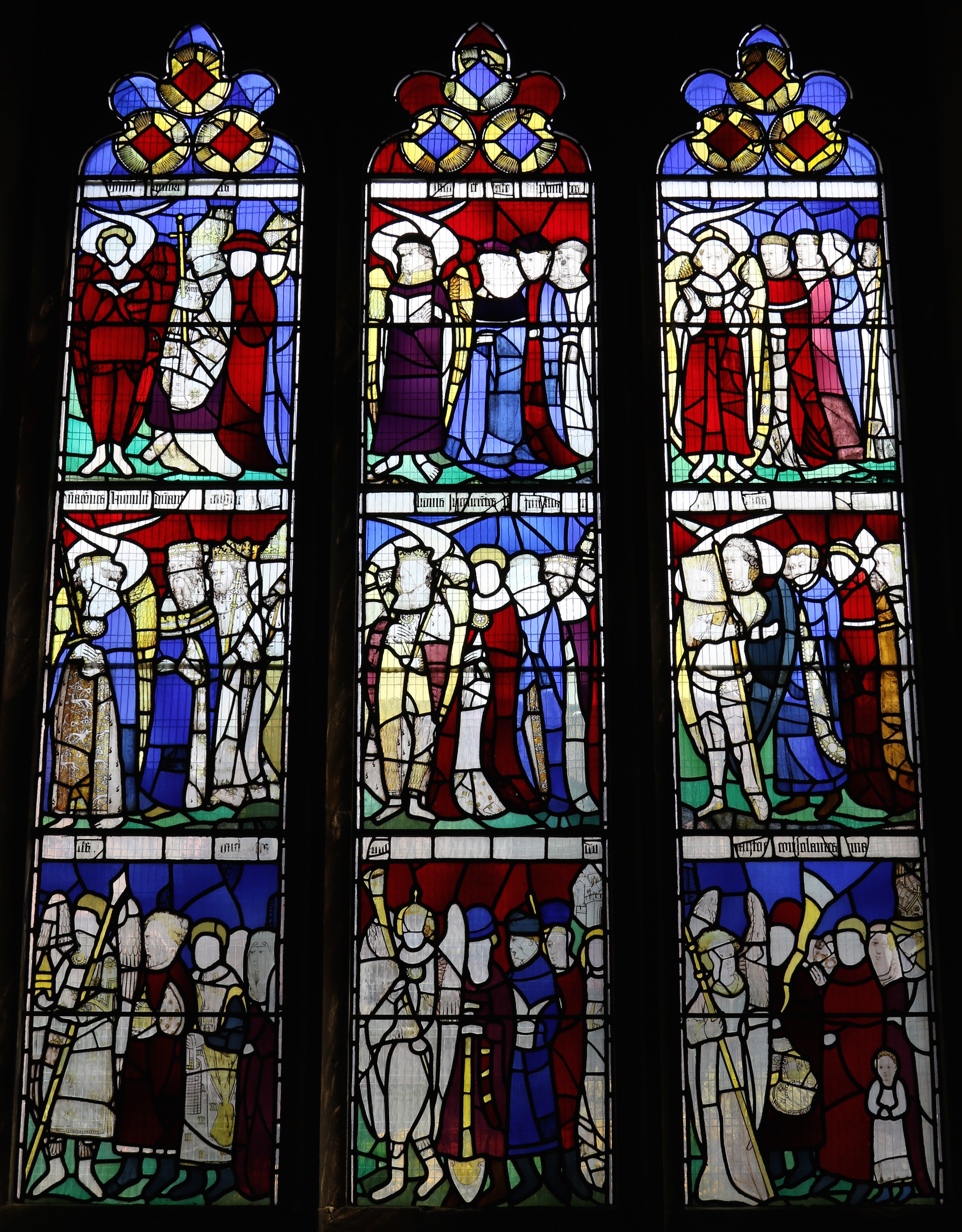
Darstellung der Neun Chöre der Engel
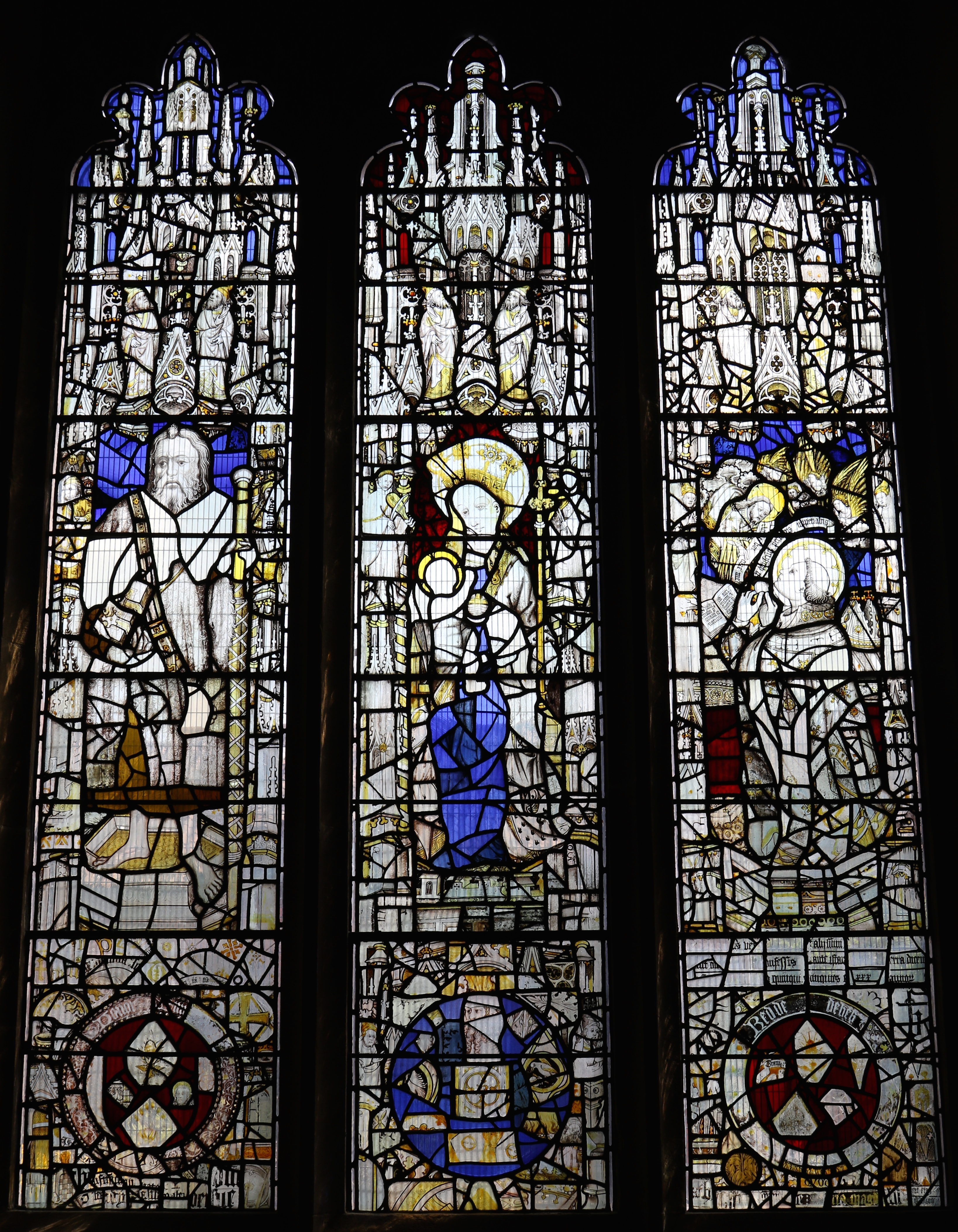
St. Jakobs-Fenster
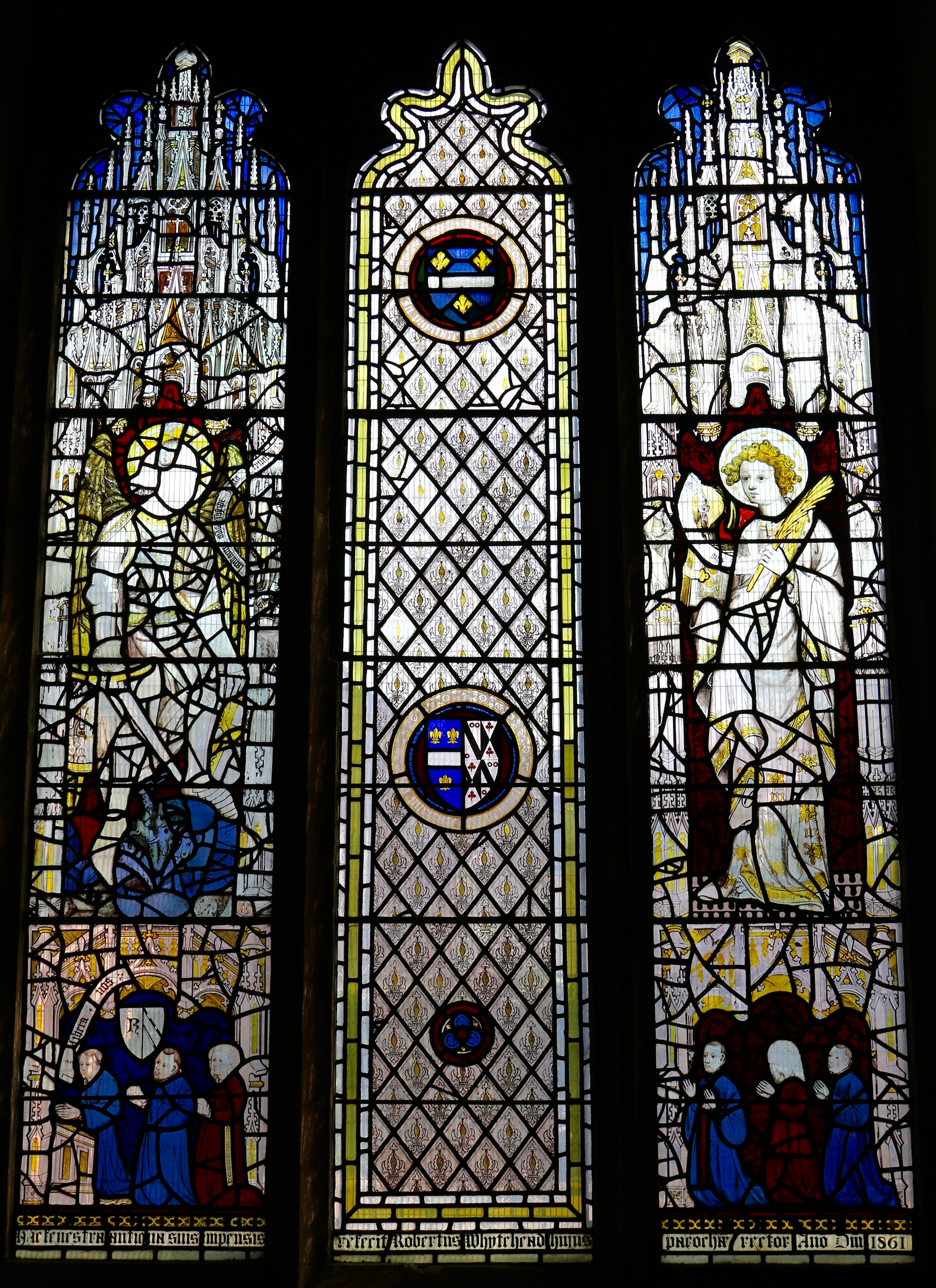
Darstellung des Erzengels Michael
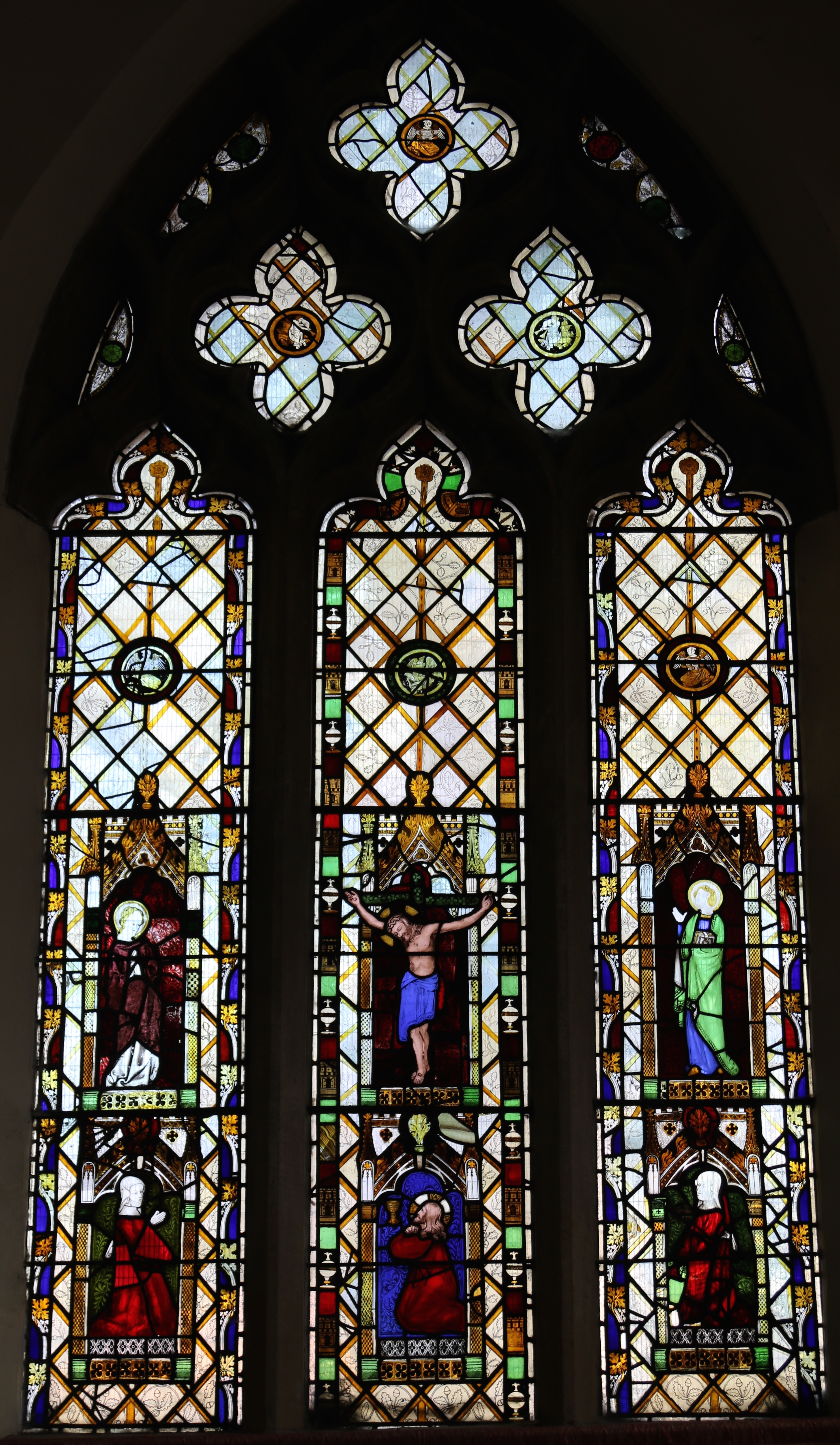
Kreuzigungsszene
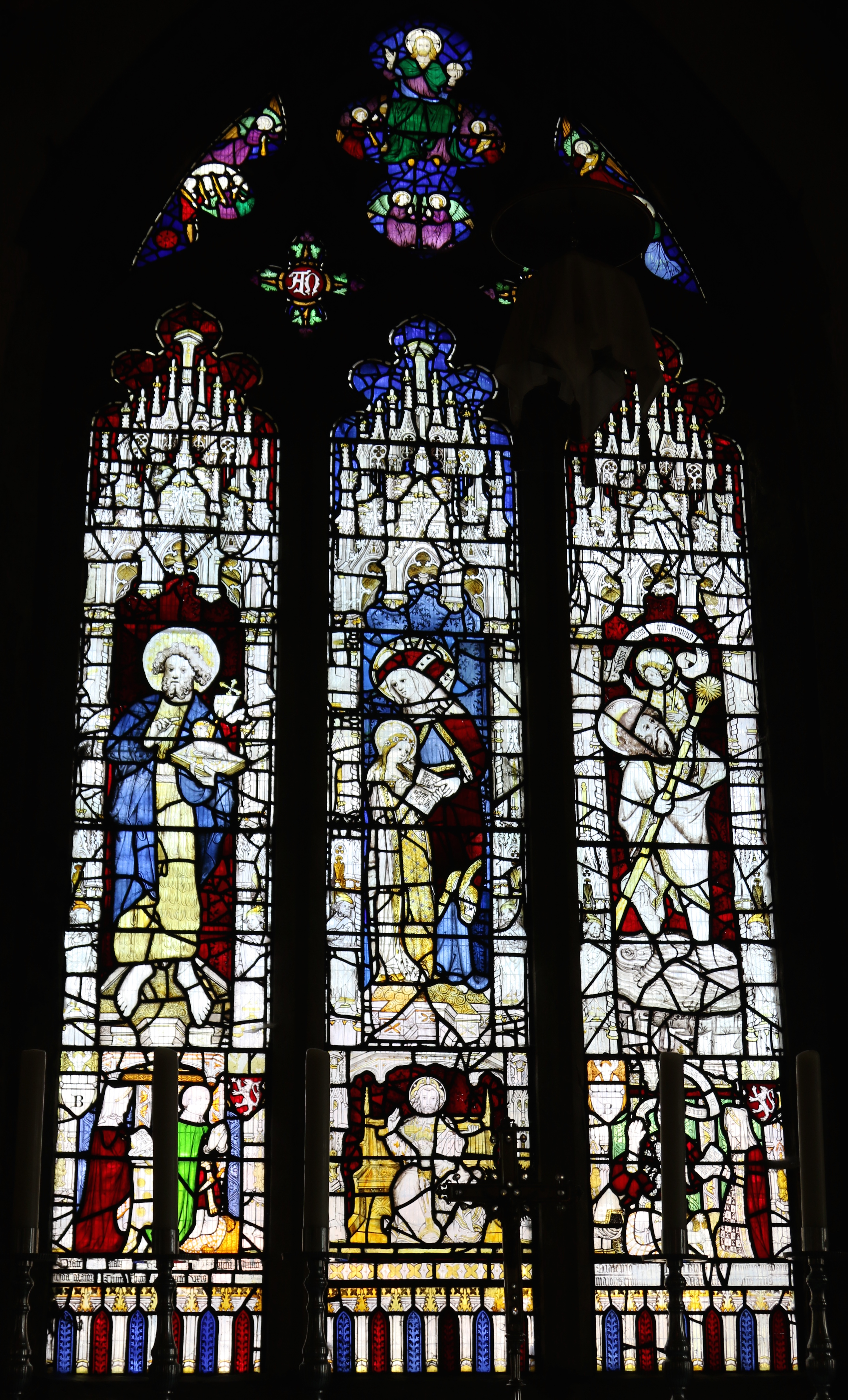
Ostfenster des Hauptschiffes, Darstellung von Maria und Anna, mit den Heiligen Christophorus und Johannes dem Täufer, darunter die Stifter des Fensters
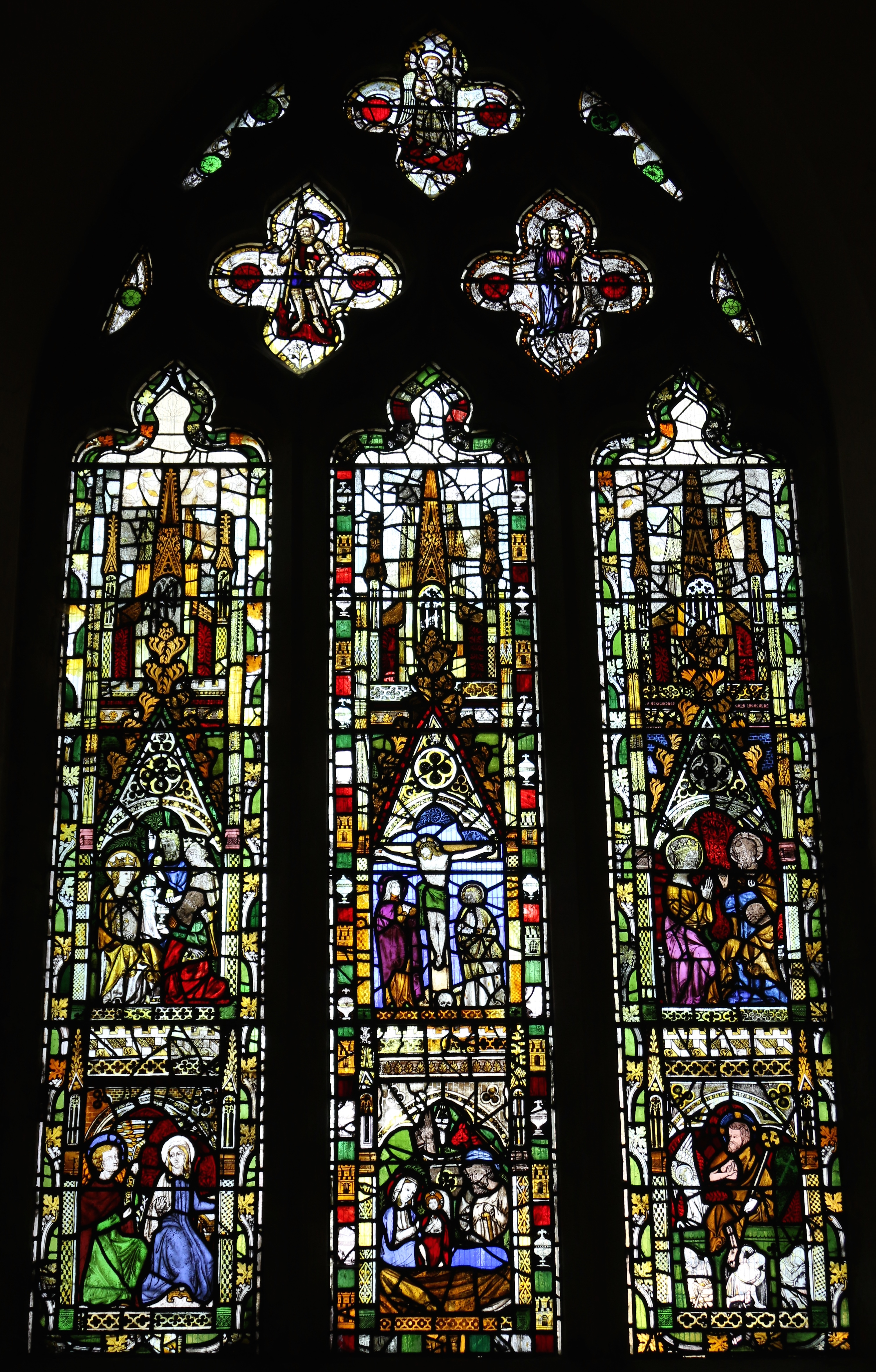
Ostfenster der Lady Chapel mit Szenen aus dem Leben Christi
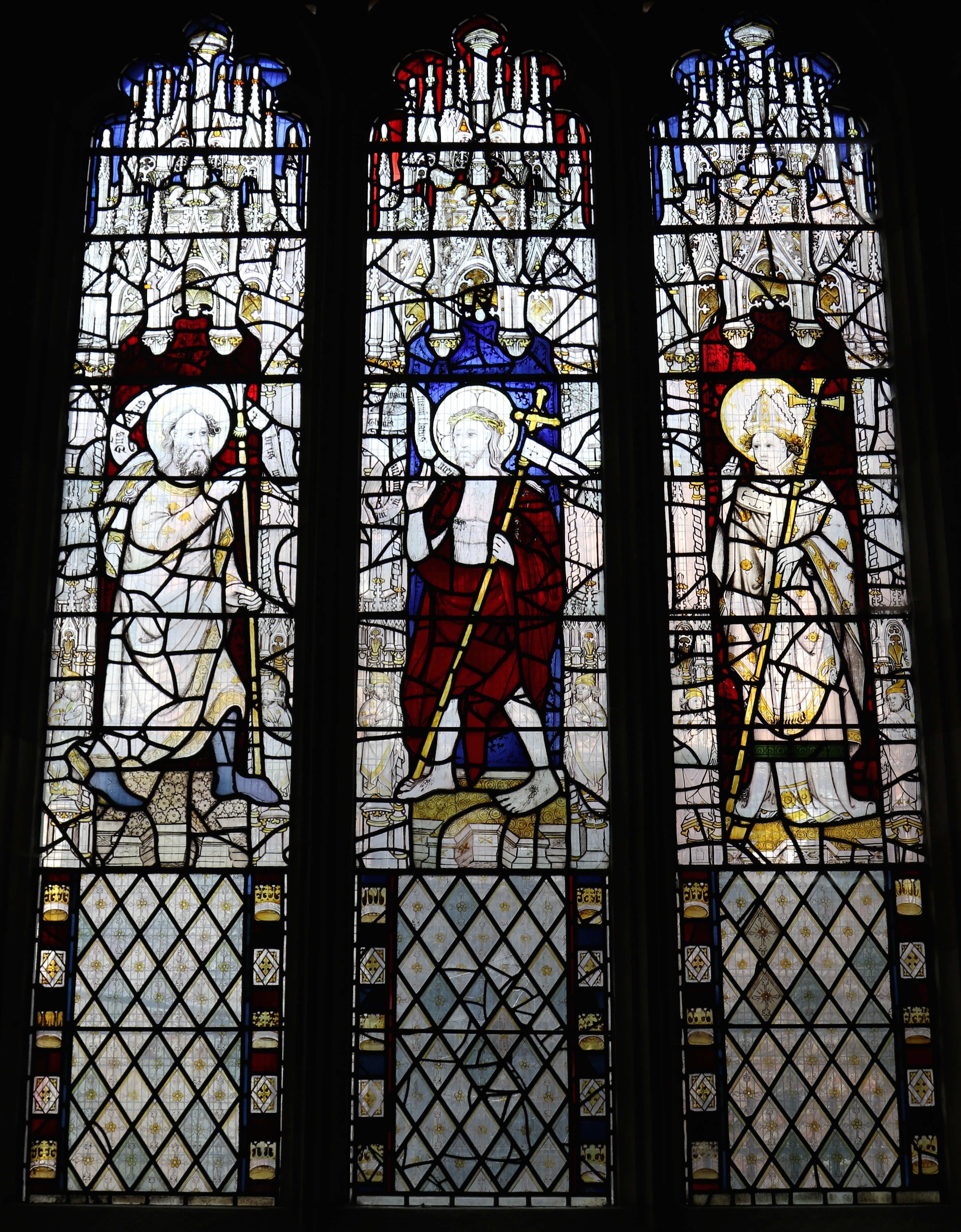
St. Thomas-Fenster
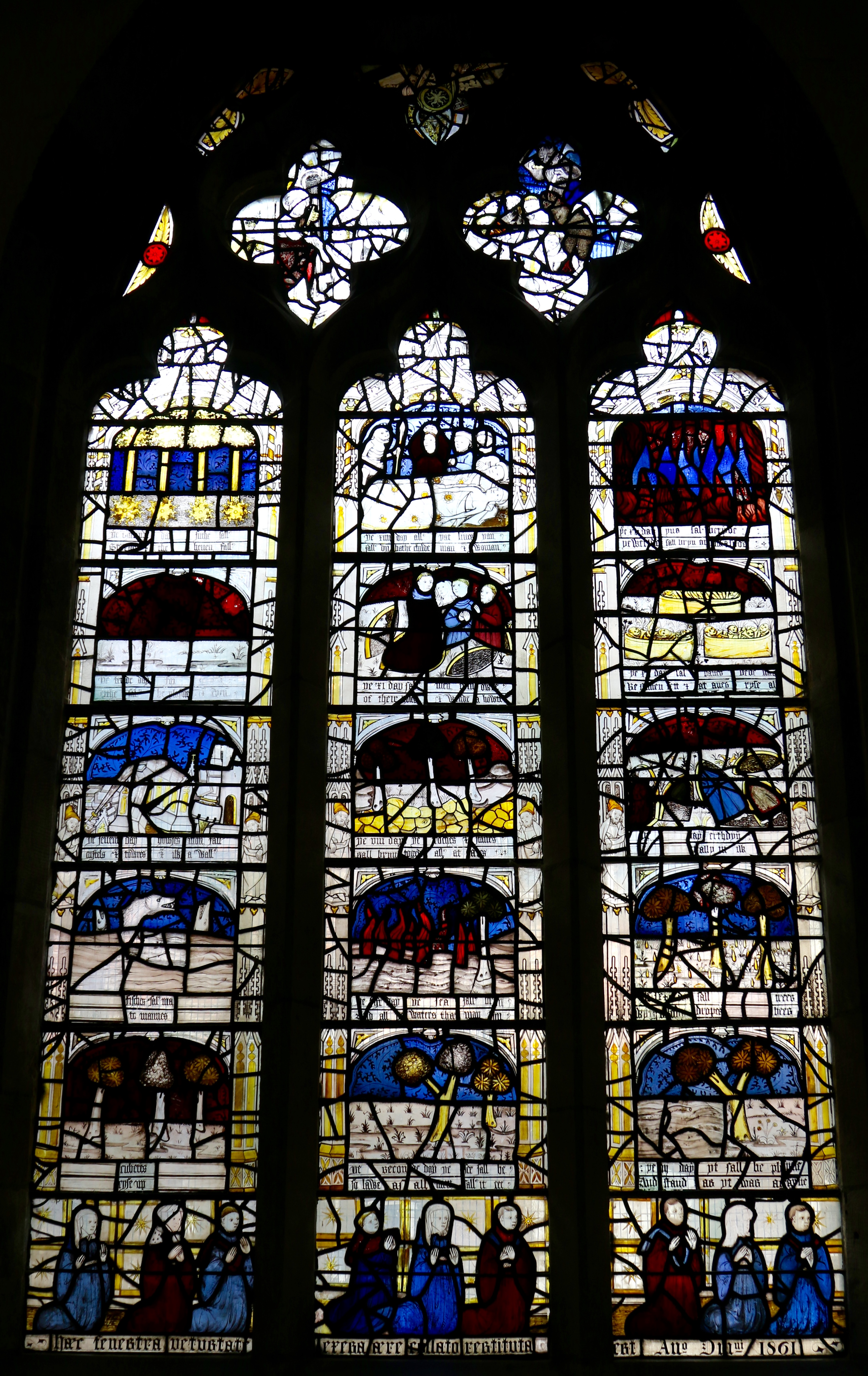
Nördliches Querschiff, Darstellung des "Stich des Gewissens" mit den 15 Anzeichen für das Ende der Welt
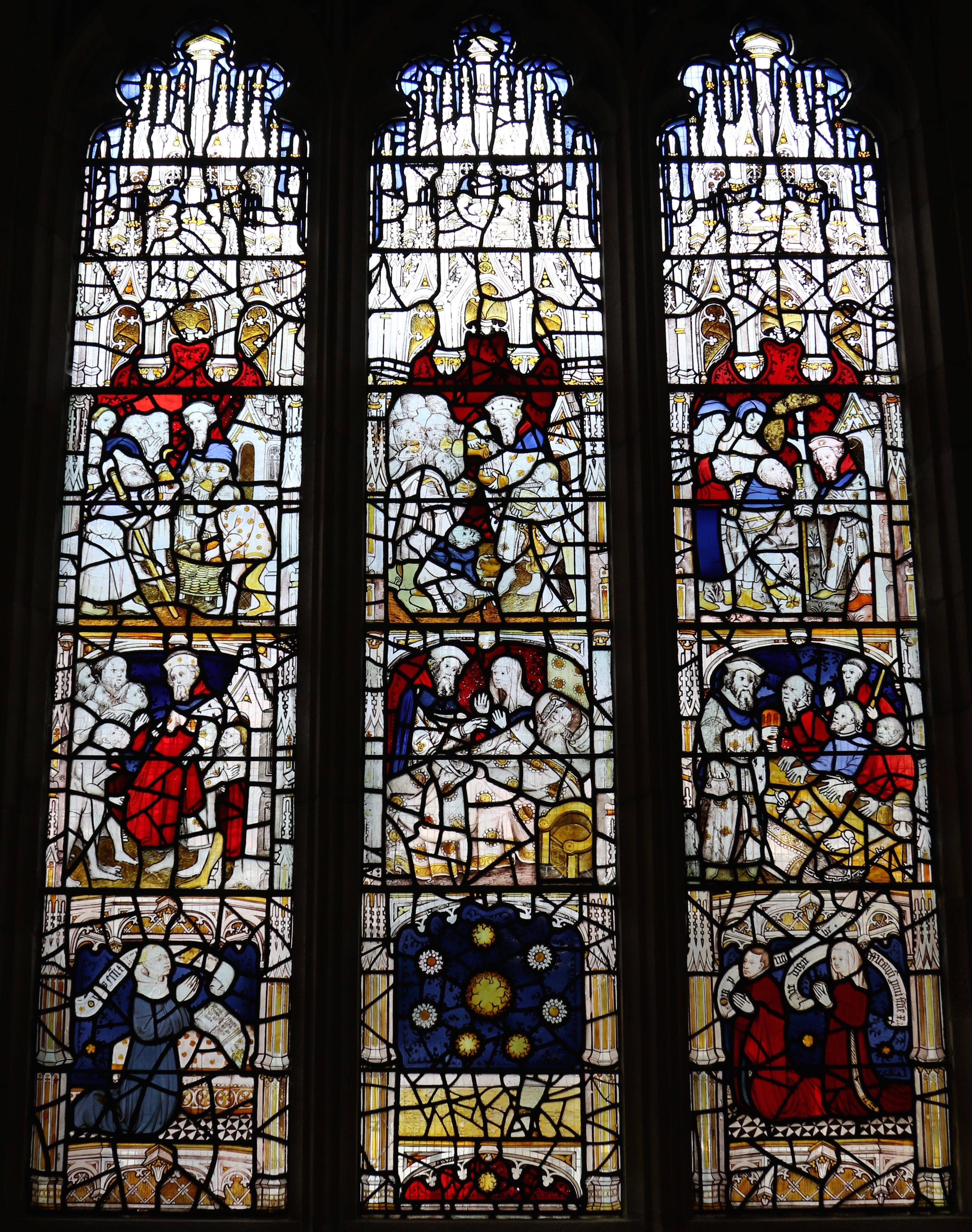
Nördliches Querschiff, Darstellung der sechs Werke der Barmherzigkeit

## Heutige Nutzung
Die heutige anglikanische Gemeinde von All Saints, North Street, folgt der anglo-katholischen Tradition, einer Ausprägung der anglikanischen Gemeinschaft, die dem Katholizismus nahesteht. Dies geht zurück auf die Initiative von Patrick Shaw, von 1908 bis 1956 Priester in All Saints, North Street, der sich mit der Wiederherstellung alter Riten in der Liturgie mit Elementen des Sarum Ritus und des tridentinischen Ritus befasste. Die von Shaw entwickelte "alte" Liturgieform wird mit Abwandlungen bis heute praktiziert. Auf Shaw gehen auch die zahlreichen Einbauten im Innenraum während seiner Amtszeit zurück, mit der er versuchte, alte katholische Elemente der Dekoration nachzuempfinden. Neben der Ausstattung des Innenraumes betraf dieses Bestreben auch die Kleidung der Priester und Messdiener sowie die Durchführung der Liturgie als Prozession.
Die Gemeinde lehnt die 1992 von der Church of England ermöglichte Priesterweihe von Frauen ab und hat darum gebeten, einem weniger liberalen Bischof unterstellt zu werden ( Alternative Episcopal Oversight ). Die Gemeinde ist daher nicht dem Bischof von York, sondern dem Bischof von Whitby unterstellt.